# تشارلي سوتون
تشارلي سوتون (بالإنجليزية: Charlie Sutton)‏ هو لاعب كرة قدم أسترالية أسترالي، ولد في 3 أبريل 1924 في Rushworth, Victoria ‏ في أستراليا، وتوفي في 5 يونيو 2012 في Footscray, Victoria ‏ في أستراليا.

## وصلات خارجية
- تشارلي سوتون على موقع AustralianFootball.com (الإنجليزية)
- تشارلي سوتون على موقع AFLtables.com (الإنجليزية)